# Francesca Zijlstra

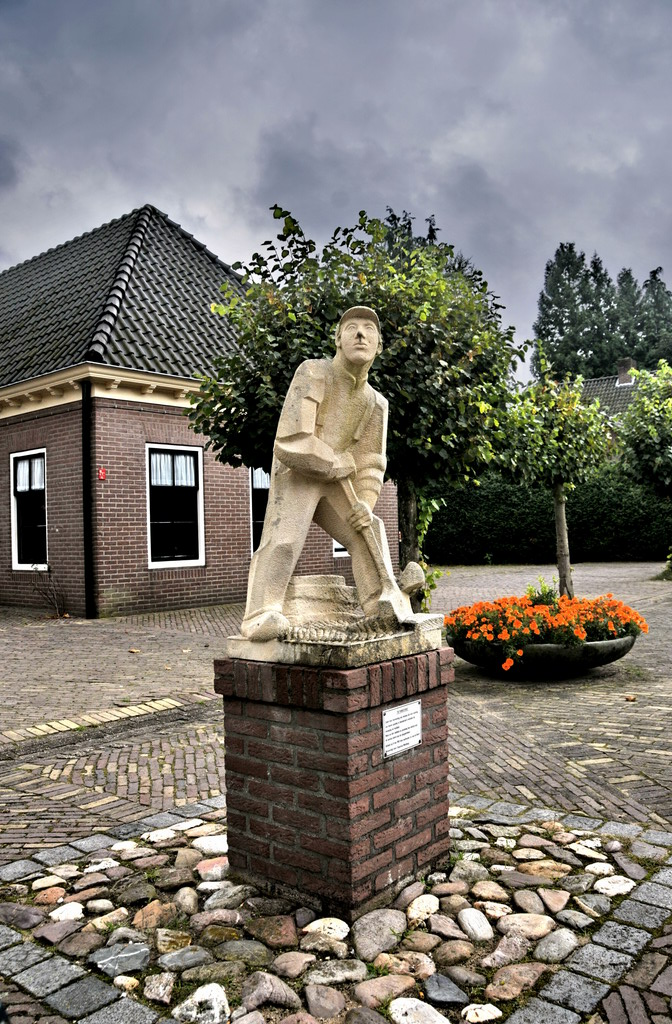
De plaggensteker (1982)

Francesca Zijlstra (Harlingen, 2 augustus 1950) is een Nederlandse beeldhouwster. 

## Leven en werk
Francisca D. Weinberg werd geboren in Harlingen, maar groeide op in Laren. Zij studeerde beeldhouwkunst bij onder anderen Paul Grégoire aan de Rijksakademie van beeldende kunsten in Amsterdam. Zowel in 1975 als in 1977 was zij winnaar van de tweede prijs voor beeldhouwkunst van de Prix de Rome. In 1978 werd haar werk tentoongesteld in het Singer Museum in Laren. Zij creëert haar werken met de materialen hout, steen en brons in een geabstraheerde figuratie.
De kunstenares was tot 1980 bekend als Francisca Weinberg en daarna als Francisca D. Zijlstra-Weinberg of Francisca Zijlstra. Na 2000 veranderde zij haar naam in Francesca Zijlstra. Ze was partner van beeldhouwer Arthur Spronken (1930-2018).

## Enkele werken
- Penning Mykonos (1974)
- Twee dansende waspitten (1978), Singer Museum in Laren - kunstroof januari 2007.[1]
- Penning 200 jaar Teyler's Stichting (1979), jaarpenning van de Vereniging voor Penningkunst
- De plaggensteker (1982), dorpshuis in Hoenderloo
- Liggend (1985), collectie Theo en Lida Scholten
- Joods monument - herdenkingsmonument Joodse synagoge (1987),[2] Burg. Janssenstraat/Raadhuisstraat in Beek
- Il Mare (1990), collectie DSM
- Inschrijfpenning Olympische Spelen Athene (2004)